# シーマニア属
シーマニア属（シーマニアぞく、学名：Seemannia）はイワタバコ科の4種からなる属。属名はドイツの植物学者バートホルト・カール・ジーマンに因む。

## 特徴
Gloxinia属と近縁だが、総状花序を形成せず、上部近くの葉腋から花茎を伸ばし、花を1個つける。花冠は筒型で下部が膨れ、先は浅く5裂する。

## 属の変遷
シーマニア属は1855年にS. ternifolia（現在ではS. sylvaticaのシノニムとされる）の属名として設けられた。しかし1976年に、Seemanniaは属間交雑が可能な近縁属Gloxiniaのシノニムとして纏められていた経緯があり、図鑑等では旧属名のグロキシニアが用いられることがある。しかし、Gloxiniaが遺伝的に多系統的であることが明らかにされ、総状花序をもつGloxiniaに対してSeemanniaはそうでない等、遺伝的・形態的な差異が認められることから、Gloxiniaは再編・細分化された。その際に旧来のSeemanniaが復活し、4種は元のシーマニア属へ戻された。

## 下位分類
4種とも南米原産。　
- S. gymnostoma　（ペルー南部、ボリビア、アルゼンチン北部）
- S. nematanthodes　シーマニア・ネマタントデス （ボリビア、アルゼンチン北部）
- S. purpurascens　（ペルー南部、ボリビア、ガイアナ、仏領ギアナ、ブラジル北部）
- S. sylvatica　シーマニア・シルバティカ （ペルー、ボリビア、アルゼンチン北部、パラグアイ、ブラジル南部）

## ギャラリー
シーマニア属（日本国内で撮影）
- シーマニア・ネマタントデス
- シーマニア・シルバティカ